# Dorothy Musuleng-Cooper
Dorothy Harriet Eugenia Musuleng Cooper, née le 9 septembre 1930 à Arthington (Libéria) et morte le 30 juin 2009 à Monrovia (Libéria), est une femme politique libérienne. Membre du NPFL, elle est ministre des Affaires étrangères entre 1994 et 1995, première femme à occuper ce poste au Liberia. 

## Biographie
Elle est née en 1930 à Arthington, au Liberia. Elle étudie  au College of West Africa à Monrovia puis à l'université d'État de San Francisco, tout en travaillant comme enseignante. 
De retour au Liberia, elle devient « ministre » de l'Éducation du Front national patriotique NPFL, le groupe armée dirigé par Charles Taylor, de 1990 à 1993. Charles Taylor, a lancé une insurrection en décembre 1989 contre le gouvernement de Samuel Doe, avec le soutien de pays voisins tels que le Burkina Faso et la Côte d'Ivoire. C'est la première guerre civile libérienne. À la suite de cette première guerre civile libérienne, puis à  l'accord de paix de Cotonou (Bénin) en 1993, elle fait partie d'un « Conseil d'État » qui doit diriger le pays jusqu'à des élections générales prévues dans cet accord en 1994, et est pendant une courte période vice-présidente de ce pays déchiré par la guerre civile, représentant une des principales factions. Puis elle devient ministre des Affaires étrangères du Liberia dans un gouvernement de transition.
Les élections sont finalement décalées jusqu'en 1997, la situation restant très instable et la guerre civile se continuant. Charles Taylor  remporte les élections de 1997, face à Ellen Johnson Sirleaf. Charles Taylor a fait campagne avec un slogan resté célèbre (« Il a tué mon père, il a tué ma mère. Je vais voter pour lui ») signifiant ainsi son intention en cas d'échec de remettre le pays à feu et à sang. En 2001, le gouvernement de Charles Taylor crée un ministère du Genre et du Développement (MoGD). Elle est nommée à ce poste, et l'occupe jusqu'en 2005. Entre-temps, Charles Taylor a quitté le pouvoir. Elle meurt le 30 juin 2009 dans un hôpital de Monrovia.

## Sources
- (en) Cet article est partiellement ou en totalité issu de l’article de Wikipédia en anglais intitulé « Dorothy Musuleng-Cooper » (voir la liste des auteurs).